# María Susini
María Susini (Gualeguay, Entre Ríos, 21 de agosto de 1976) es una modelo y presentadora argentina.

## Vida personal
En 2007 comenzó una relación con el actor y músico Facundo Arana, con quien se casó en 2012. Juntos tienen tres hijos: India, Yaco y León Moro.

## Carrera
Comenzó como parte del ciclo juvenil Jugate Conmigo, producido y conducido por Cris Morena en la pantalla de Telefe.
Protagonizó el videoclip, Canción de despedida, para la banda española Los Lunes. Más tarde se inició en la agencia de Leandro Rud, pero como secretaria, y a los pocos años, dio el salto a la pasarela debutando como modelo de la misma agencia.
En 1999 debuta como conductora en el canal TeleMúsica, en el programa Los 20 primeros. Luego fue notera del programa Siempre listos, y desde 2003 hasta 2007 fue conductora de Lo mejor de Fox Sports de Fox Sports.
Desde 2011 a 2012 condujo Update, por la pantalla de Glitz.

## Televisión
| Año       | Título                  | Rol        | Canal      |
| --------- | ----------------------- | ---------- | ---------- |
| 1992      | Jugate Conmigo          | Ella misma | Telefe     |
| 1999-2000 | Los 20 primeros         | Conductora | Telemúsica |
| 2000-2001 | El arranque             | Conductora | Azul TV    |
| 2002      | Siempre listos          | Notera     | Canal 13   |
| 2002-2004 | Tu música 9             | Conductora | Canal 9    |
| 2003-2007 | Los mejor de Fox Sports | Conductora | Fox Sports |
| 2011-2012 | Update                  | Conductora | Glitz      |

## Videoclips
- 1996: María (Pablo Flores Remix) (Ricky Martin)